# Steve Fogen
Steve Fogen (Esch-sur-Alzette, 28 de setembre de 1979) va ser un ciclista luxemburguès que fou professional del 2007 al 2008. Va combinar la carretera amb el ciclocròs. Del seu palmarès destaca el Campionat nacional en contrarellotge.

## Palmarès en carretera
- 2000
  -  Campió de Luxemburg en contrarellotge
- 2001
  - 1r a la Chrono champenois
  - Vencedor de 2 etapes a la Fletxa del sud

## Palmarès en ciclocròs
- 2000
  -  Campionat de Luxemburg sub-23 en ciclocròs